# 하늘말나리
하늘말나리는 백합과의 여러해살이풀이다. 말나리처럼 잎이 돌려나면서 꽃이 하늘을 향하고 있어서 하늘말나리라고 부르며, 우산말나리라고도 부른다.

## 형태와 생태
산기슭이나 낙엽수림 주변에서 살며 높이가 1.1미터쯤 된다. 잎은 줄기 가운데서는 5~10개씩 돌려나며, 끝이 뾰족하고 긴 타원 모양이며 원줄기에서 바로 난다. 줄기 윗부분에 달리는 잎은 어긋나며 바소꼴로 조그맣다. 돌려나는 잎이 훨씬 크다. 꽃은 6-7월에 피고 원줄기 끝과 바로 그 옆 줄기 끝에 1-5개의 꽃이 위를 향해 곧추 달리며 지름은 5센티미터쯤 된다. 꽃잎 조각은 바소꼴이고 누런빛을 띤 붉은색 바탕에 자주색 반점이 있고 약간 약간 뒤로 젖혀진다. 열매는 삭과인데 대개 3개로 갈라진다.

## 쓰임새
연한 잎과 비늘줄기를 먹는다. 꽃은 말렸다가 차로 우려 먹는다.

## 품종
- 누른하늘말나리(L. tsingtauense for flavum) : 꽃이 짙은 노란색이다.
- 지리산하늘말나리(L. tsingtauense for carneum)

## 사진

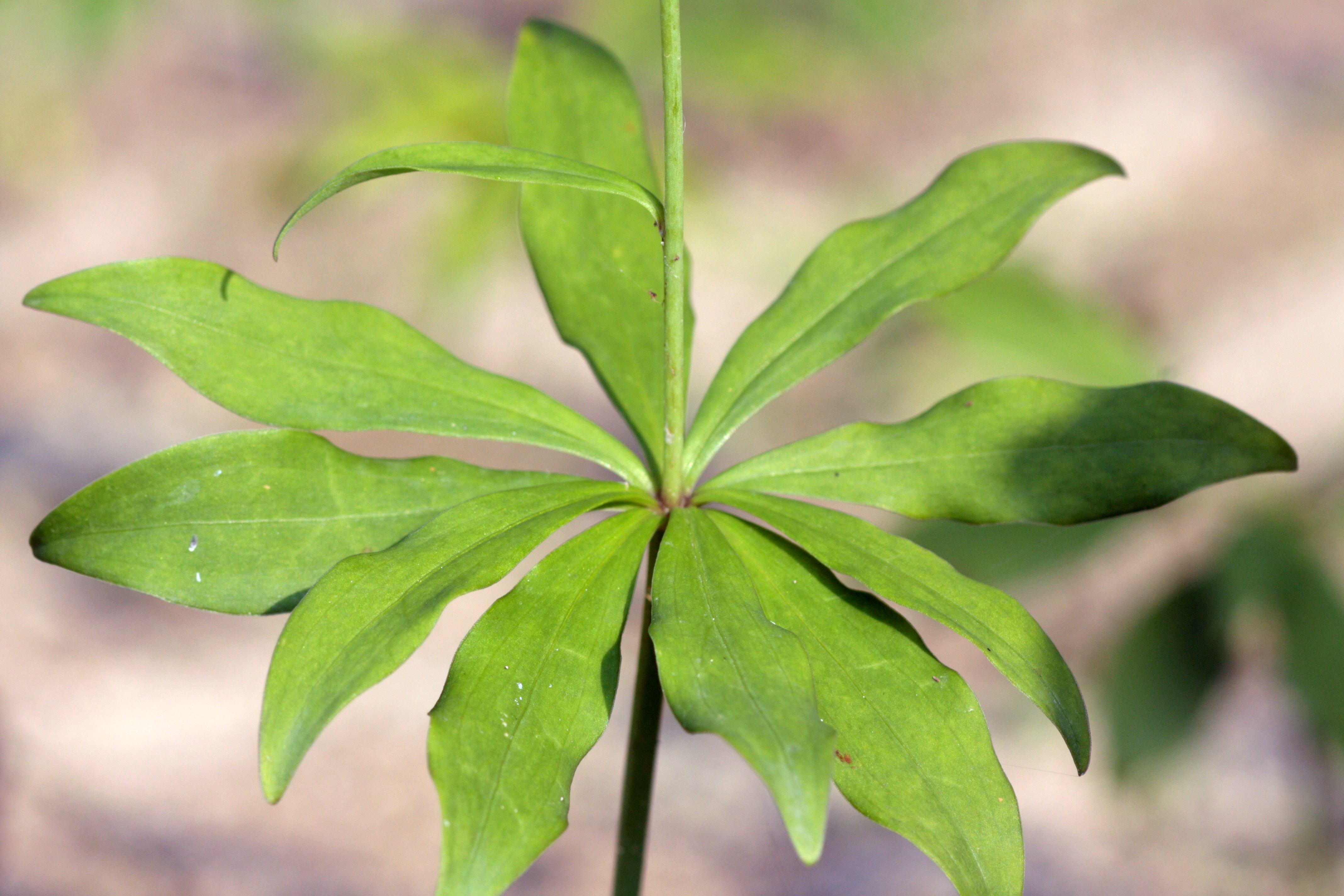
돌려나는 잎
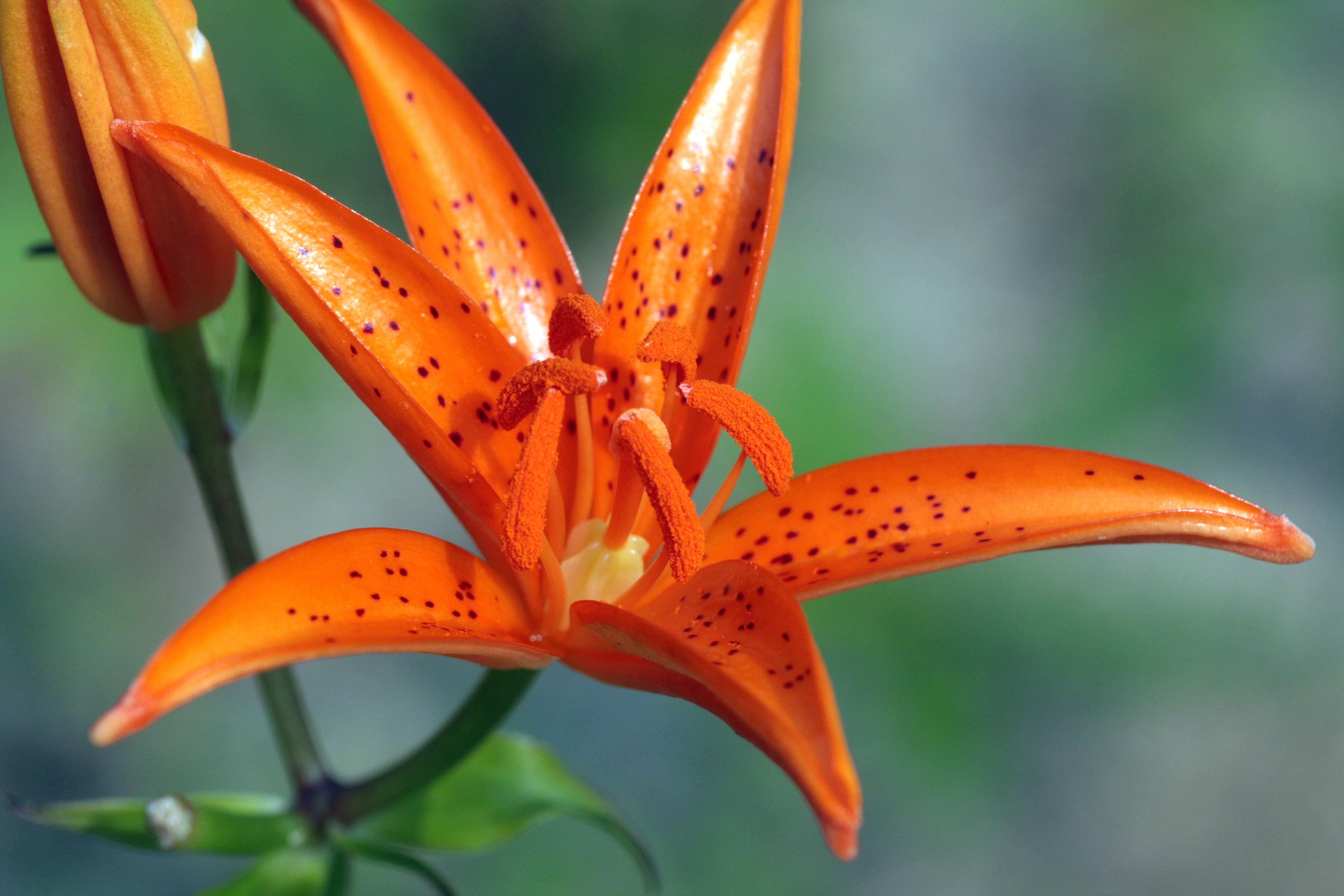
꽃
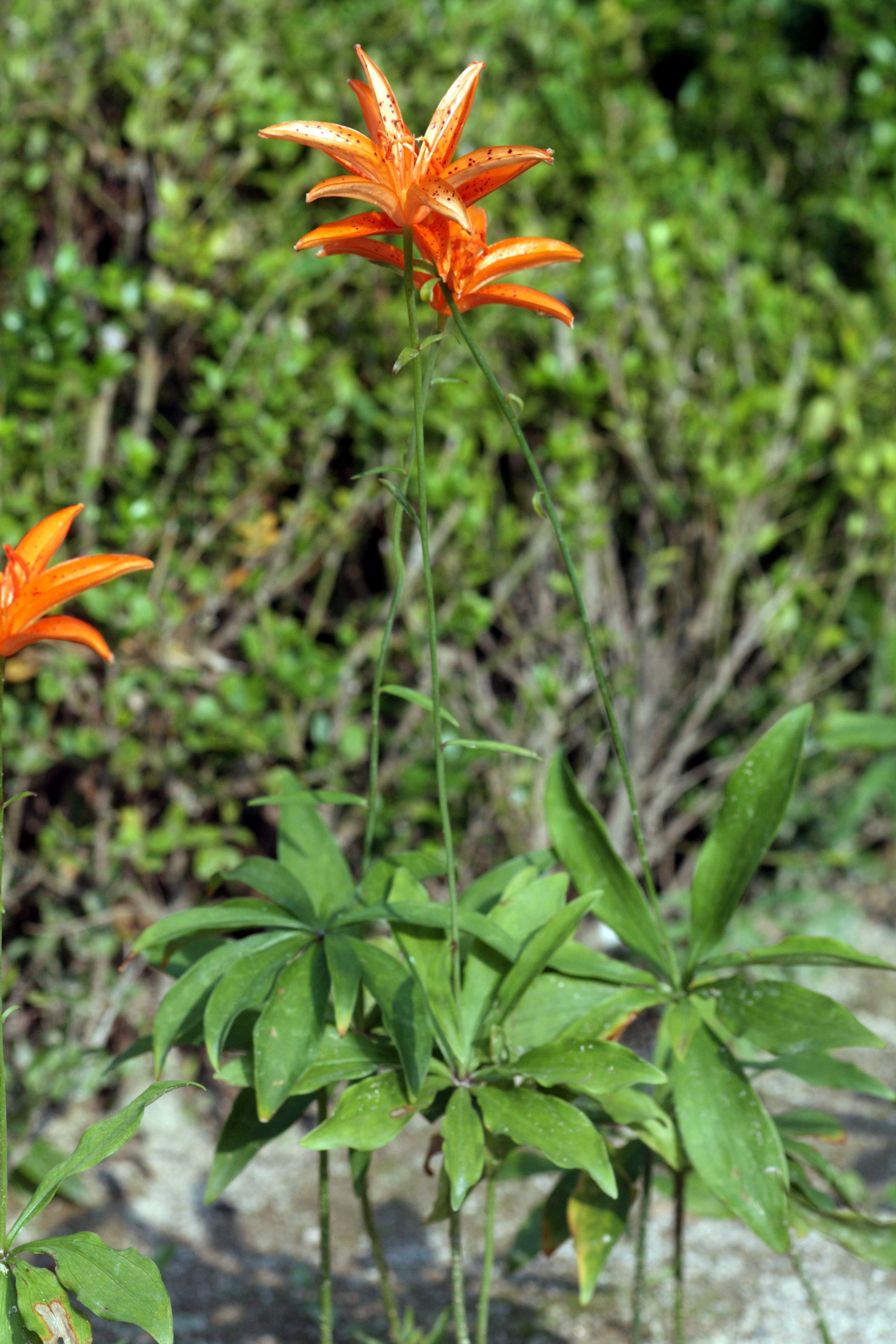
인천 미추홀도서관에서 활짝 꽃 핀 하늘말나리(2009년 7월)

## 문학 속의 하늘말나리
이금이의 장편 소설인 《너도 하늘말나리야》에 언급된다.

## 참고 자료
- 기청산식물원 부설 한국생태조경연구소, 《우리꽃 참 좋을씨고》(얼과알, 2001) ISBN 89-5529-032-2
- 이동혁, 《오감으로 찾는 우리 풀꽃》(도서출판 이비컴, 2007) ISBN 978-89-89484-57-8
- 이재명, 《느긋하게 친해져도 괜찮아 산나물 421》(환크리에이티브컴퍼니, 2009) ISBN 978-89-958791-6-0
- 풀베개